# Totò e Marcellino
Totò e Marcellino é um filme italiano de 1958, dirigido por Antonio Musu.

## Sinopse
Para escapar à polícia, um ladrão a quem chamam «il Professore», finge ser tio de um órfão chamado Marcellino, que assistia ao funeral da mãe. Os dois tornam-se amigos e passam a viver juntos, até que um tio da criança a leva e a obriga a mendigar.

## Elenco
- Totò: il Professore
- Pablito Calvo: Marcellino Merini
- Fanfulla: zio Alvaro Merini
- Jone Salinas: Ardea
- Memmo Carotenuto: Zeffirino
- Wandisa Guida: la maestra
- Nanda Primavera: la portinaia Rosina
- Salvatore Campochiaro: l'avvocato
- Marianna Leibl: la contessa
- Amelia Perrella: sora Amalia